# Loi sur la jeunesse hitlérienne de 1936
La loi allemande sur la jeunesse hitlérienne (en allemand : Gesetz über die Hitlerjugend) fait de la Hitlerjugend du NSDAP l'unique organisation de jeunesse en Allemagne. 

## Dispositif
Cette loi est décidée par le gouvernement et non par le parlement, sur base de la loi des pleins pouvoirs. Sa promulgation, le 1er décembre 1936 est signée par le chancelier Adolf Hitler et le Secrétaire d'État et chef de la chancellerie, Hans Lammers.
La loi ne comporte que trois articles :
L'article 1er précise que « Toute la jeunesse allemande est organisée au sein de la jeunesse hitlérienne », ce qui lui confère de facto un monopole.
L'article 2 prévoit que « La jeunesse allemande est éduquée physiquement, intellectuellement et moralement dans l'esprit du national-socialisme afin de servir le peuple et la communauté au travers de la jeunesse hitlérienne ».
L'article 3 crée le poste de Reichsjugendführer, qui doit être considéré comme un poste gouvernemental de haut niveau et dépend directement du Führer.
Cette loi officialise l'absorption progressive de toutes les organisations de jeunesse par le mouvement nazi. Les structures dépendant de l'Église protestante ont été incorporées à la jeunesse hitlérienne à la suite d'un accord avec la haute hiérarchie protestante conclu le 19 décembre 1933. Préservées par les dispositions du concordat du 20 juillet 1933, les organisations de jeunesse dépendant de l'Église catholique sont intégrées de force à la jeunesse hitlérienne dès le déclenchement de la Seconde Guerre mondiale.

## Abrogation
La loi sur la jeunesse hitlérienne est abrogée via la loi no 1 du Conseil de contrôle allié du 20 septembre 1945 portant abrogation du droit nazi. En République fédérale allemande, l'article 123, § 1, de la loi fondamentale du 23 mai 1949, placé sous le titre des dispositions transitoires et finales, dispose que « le droit en vigueur antérieurement à la première réunion du Bundestag demeure en vigueur dans la mesure où il n'est pas contraire à la loi fondamentale ». De par cet article, la loi sur la jeunesse hitlérienne, comme la Reichstagsbrandverordnung, la loi des pleins pouvoirs ou les lois de Nuremberg ne sont donc plus en vigueur, notamment en raison de la violation flagrante des articles 1 à 20 de la loi fondamentale, relatifs aux libertés publiques. En République démocratique allemande, la Constitution du 7 octobre 1949 abroge, via son article 144, les dispositions qui lui sont contraires et a une portée semblable à celle de l'article 123, § 1, de la loi fondamentale, qui s'applique à l'Allemagne réunifiée depuis le 3 octobre 1990.